# 达米安·斯兹弗隆
达米安·斯兹弗隆 (Damián Szifron，1975年7月9日-) 是一位阿根廷影视导演和编剧。最知名作品为电视剧Los Simuladores (2002)和电影《荒蛮故事》(2014)。

## 生平
他与电影理论作家Angel Faretta共同学习电影。经常与男演员Diego Peretti合作电影。2014年执导的多段式黑色喜剧片《野蛮史》入围2014年戛纳电影节主竞赛单元，并获得奥斯卡最佳外语片提名，赢得英国电影学院奖最佳外语片。

## 电影
- Kan, el Trueno (1997)
- Punto muerto (1998)
- Los Últimos Días (1999) (短片)
- El Fondo del Mar (2003)
- Tiempo de Valientes (2005)
- 荒蛮故事/Wild Tales (2014)
- 限時追捕（英语：To Catch a Killer (2023 film)）/To Catch a Killer (2023)

## 电视
- Los Simuladores (2002 and 2003)
- Hermanos & Detectives (2006)